# SC Genus de Porto Velho
SC Genus de Porto Velho is een Braziliaanse voetbalclub uit Porto Velho in de staat Rondônia. 

## Geschiedenis
De club werd opgericht in 1981 als Sport Club Genus Rondoniense. In 2006 werd de huidige naam aangenomen. In 2015 werd de club voor het eerst staatskampioen.

## Erelijst
Campeonato Rondoniense
2015